# Vaŭkavyská vysočina
Vaŭkavyská vysočina (bělorusky Ваўкавыскае ўзвышша) je vysočina na západě Běloruska. 
Zaujímá území Vaŭkavyského rajónu a část Běrastavického, Zelvěnského a Svislackého rajónu v Hrodenské oblasti. Na severu vysočina hraničí s Němenskou nížinou na východě a západě se Slonimskou a Hrodenskou vysočinou a na jihu s rovinami v povodí řek Naraŭ a Jaselda. Od východu na západ se táhne v délce 70 kilometrů, od severu na jih v délce 65 km. Vysočina se rozkládá  na ploše zhruba 3 200 km².
Vysočinu vytvořily sedimentární horniny ledovců ve čtyřech zaledněních, vzniklých během minského stádia sožského zalednění. Nejvyšší bod má nadmořskou  výšku  242 metrů. Převažuje kopcovitý terén. Povrch vysočiny je protkán říčními údolími, jámami a koryty. Relativní výškový rozdíl se pohybuje od 8 do 10 m, méně často v rozmezí 20 až 25 m. Běžně jsou zde k vidění balvany. Území vysočiny disponuje přírodními zdroji jako je hlína, štěrkopísek a křída.
Vysočinou protékají řeky v povodí řeky Němen — přítoky Svislač, Ros se svými přítoky a Zevljanka. Zemědělské oblasti zaujímají  50%, lesy zabírají 15% plochy území vysočiny. Dominují borové lesy s příměsí jedlí, dubů, habrů, jedno-habrové lesy, dubově-kopřivové lesy a dubové lesy. V údolích řek najdeme vrby pětimužné.